# Công nghệ cao
Công nghệ cao hay kỹ thuật cao là công nghệ có hàm lượng cao về nghiên cứu khoa học và phát triển công nghệ; được tích hợp từ thành tựu khoa học và công nghệ hiện đại; nhằm tạo ra sản phẩm có chất lượng, tính năng vượt trội, trị giá gia tăng cao và thân thiện với môi trường; đóng một vai trò rất quan trọng đối với việc hình thành ngành sản xuất, dịch vụ mới hoặc hiện đại hóa, công nghiệp hóa các ngành sản xuất, dịch vụ hiện có.
Không có sự phân định rõ ràng một loại công nghệ nào đó thuộc loại công nghệ cao dựa vào thời gian, vì vậy nên các sản phẩm được quảng cáo là công nghệ cao trong những năm 1960 hiện nay có thể sẽ được xem là công nghệ thông thường hay công nghệ thấp. Sự không rõ ràng trong định nghĩa về công nghệ cao dễ dẫn đến các doanh nghiệp, các nhà tiếp thị thường mô tả gần như toàn bộ các sản phẩm mới là công nghệ cao.
Việc phát triển và ứng dụng công nghệ cao trong nền sản xuất của mỗi nước đều chiếm vị trí quan trọng. Nhiều nước đã có chiến lược phát triển các ngành, lĩnh vực mũi nhọn có ứng dụng công nghệ cao. Ấn Độ, Trung Quốc và Israel là các ví dụ điển hình cho chiến lược đầu tư phát triển các ngành công nghệ cao ở những nước đang phát triển. Israel, trong vòng 20 năm trở lại đây đã trở thành một thế lực công nghệ cao hùng mạnh trên thế giới, chuyển đổi căn bản từ một nước của hợp tác xã nông nghiệp thành một trung tâm công nghệ hiện đại. Mỗi năm đất nước này có tới hàng ngàn hãng công nghệ mới ra đời, thu hút một lượng lớn những người lao động có trình độ và chất lượng cao, có tác động mạnh đến mức độ đầu tư và phát triển của đất nước.

## Một số lĩnh vực công nghệ cao
- Công nghệ vũ trụ
- Công nghệ sinh học
- Công nghệ thông tin
- Công nghệ vật liệu mới
- Công nghệ tự động hóa

OECD cũng có sự phân loại công nghiệp. OECD có hai cách tiếp cận khác nhau: tiếp cận theo lĩnh vực, ngành và tiếp cận theo sản phẩm. Tiếp cận theo ngành hay lĩnh vực là phân loại công nghiệp dựa theo tỉ lệ công nghệ của chúng, trong khi đó tiếp cận theo sản phẩm lại dựa vào sản phẩm cuối cùng. Việc phân loại của OECD như sau (từ năm 1973):
| Tên ngành nghề                                   | Tổng mật độ R&D (1999, tính theo %) | ISIC Rev. 3     |
| ------------------------------------------------ | ----------------------------------- | --------------- |
| Công nghệ cao                                    |                                     |                 |
| công nghệ sinh học và dược phẩm                  | 10,46                               | 2423            |
| Máy bay & Tàu vũ trụ                             | 10,29                               | 353             |
| Thiết bị y tế và các dụng cụ quang học-chính xác | 9,69                                | 33              |
| Vô tuyến, truyền hình và các thiết bị thông tin  | 7,48                                | 32              |
| thiết bị văn phòng, kế toán & máy tính           | 7,21                                | 30              |
| Công nghệ vừa                                    |                                     |                 |
| Máy và thiết bị điện                             | 3,60                                | 31              |
| Xe máy, xe ô tô mooc & xe bán mooc               | 3,51                                | 34              |
| Đường sắt & các phương tiện vận tải              | 3,11                                | 352+359         |
| Hóa chất & sản phẩm hóa chất                     | 2,85                                | 24 (excl. 2423) |
| Máy móc và thiết bị                              | 2,20                                | 29              |